# ペンシルベニア (装甲巡洋艦)
|          |                                                                     |
| 艦歴     |                                                                     |
| 発注     |                                                                     |
| 起工     | 1901年8月7日                                                        |
| 進水     | 1903年8月22日                                                       |
| 就役     | 1905年3月9日                                                        |
| 退役     | 1931年7月10日                                                       |
| その後   | スクラップとして売却                                                |
| 除籍     |                                                                     |
| 性能諸元 |                                                                     |
| 排水量   | 13,400 トン                                                         |
| 全長     | 504 ft (154 m)                                                      |
| 全幅     | 69.5 ft (21.2 m)                                                    |
| 吃水     | 24.1 ft (7.3 m)                                                     |
| 機関     | 23,000 shp、2軸推進                                                 |
| 最大速   | 22ノット (41 km/h)                                                  |
| 乗員     | 士官、兵員829名                                                     |
| 兵装     | 8インチ砲4門、6インチ砲14門、 3インチ砲18門、 18インチ魚雷発射管2門 |

ペンシルベニア (USS Pennsylvania, ACR-4) は、アメリカ海軍の装甲巡洋艦。ペンシルベニア級。艦名はペンシルベニア州に因む。この名を持つ艦としては2隻目。

## 艦歴

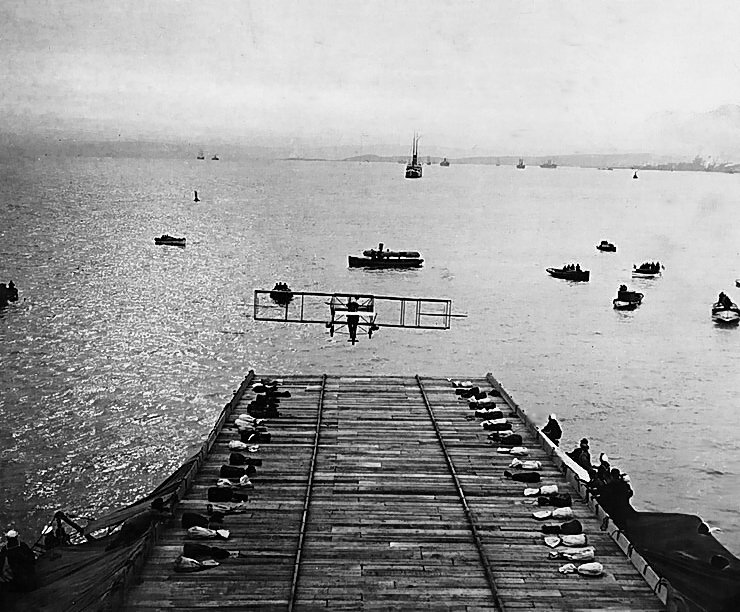
本艦の艦尾に特設された飛行甲板から陸上機を発艦させたところを撮影した写真。

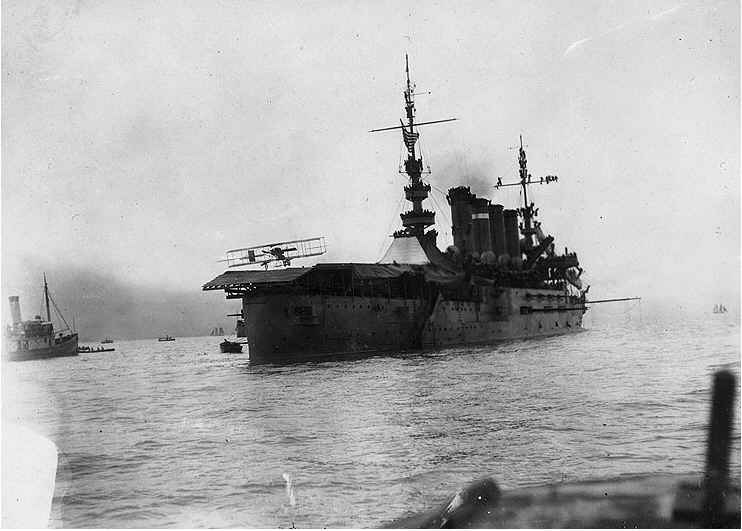
本艦の艦尾に特設された飛行甲板から陸上機を着艦させるところを撮影した写真。

「ペンシルベニア」は1901年8月7日にペンシルベニア州フィラデルフィアのウィリアム・クランプ・アンド・サンズ社で起工、1903年8月22日にコラール・キー（ペンシルベニア州選出上院議員マシュー・キーの娘）によって命名、進水し、1905年3月9日に艦長トーマス・C・マクリーン大佐の指揮下就役した。
就役後は東海岸およびカリブ海で活動し、1906年9月8日にニューポートを出航、アジアステーションに向かう。1907年9月27日にサンフランシスコに帰還し、西海岸での任務に就く。「ペンシルベニア」は1910年にはペルーとチリを訪問している。1911年1月18日、ユージン・バートン・イーリーの操縦する飛行機が、艦尾甲板に設けられた木製の飛行甲板に着艦し、さらには発艦に成功した。それは海軍航空および航空母艦の時代の幕開けとなった。
1911年7月1日から1913年5月30日までピュージェット・サウンドで予備役状態にある間、「ペンシルベニア」は海軍民兵の訓練を行った。1912目年8月27日には新たな戦艦に「ペンシルベニア」の艦名を譲るため、「ピッツバーグ (USS Pittsburgh)」と改名された。
再就役した「ピッツバーグ」は政情不安定なメキシコの西海岸を巡航し、アメリカ軍は1914年4月にベラクルスに上陸した。その後「ピッツバーグ」は太平洋艦隊司令官ウィリアム・B・ケパートン提督の旗艦として、第一次世界大戦中は南アメリカの偵察巡航と訪問を行った。「ピッツバーグ」はイギリス海軍と協力してドイツ軍に対する偵察を行い、東太平洋への浸透に対する強力な抑制としての役割を果たした。
東海岸に帰還した「ピッツバーグ」は、地中海東部におけるアメリカ海軍部隊司令官の旗艦任務のための準備に入る。1919年6月19日にニューハンプシャー州ポーツマスを出航し、アドリア海、エーゲ海、黒海を巡航、この紛争地域において大規模な救援活動および人道支援に参加した。1920年6月に「ピッツバーグ」は北へ向かい、フランスおよびイギリス各地の港を訪問、バルト海を巡航し、帰国後1921年10月15日にフィラデルフィアで退役した。
1922年10月2日に「ピッツバーグ」は再就役し、ヨーロッパ方面軍の旗艦として再びヨーロッパおよび地中海へ赴く。1926年7月17日にニューヨークに帰還し、今度はアジア艦隊の旗艦としての準備を始める。10月16日に出航、12月23日に煙台に到着する。1927年1月初めに「ピッツバーグ」は水兵と海兵隊を上陸させ、中国国民党の北伐に面した上海での租界における権益保護を行った。3月に蔣介石の国民党軍が上海を制圧し、「ピッツバーグ」はアジア艦隊との偵察および演習を再開した。
その後「ピッツバーグ」はフィリピンでドワイト・デービス総督を乗せ、サイゴン、バンコク、シンガポール、ブラワン、バタヴィア、スラバヤ、バリ、マカッサル、サンダカンを訪問し、1931年4月15日にマニラに帰還した。その6日後に出航しハンプトン・ローズを経由してスエズに向かい、1931年6月26日に到着する。「ピッツバーグ」は1931年7月10日に退役し、ロンドン海軍軍縮条約に基づき12月21日にメリーランド州ボルチモアのユニオン・シップビルディング社にスクラップとして売却された。
「ピッツバーグ」の艦首飾りはペンシルベニア州ピッツバーグのカーネギーメロン大学に展示された。